# Ваннер, Флориан
Флориан Ваннер (нем. Florian Wanner; род. 2 февраля 1978, Вольфратсхаузен, Бавария) — немецкий дзюдоист, чемпион и призёр чемпионатов Германии, призёр чемпионата Европы, чемпион мира, участник двух Олимпиад.

## Карьера
Выступал в полусредней (до 81 кг) весовой категории. В 1997—2003 годах дважды становился чемпионом Германии, один раз серебряным, и дважды — бронзовым призёром чемпионатов страны. Бронзовый призёр континентального чемпионата 2003 года. Чемпион мира 2003 года.
На летней Олимпиаде 2000 года в Сиднее Ваннер сначала победил австрийца Патрик Райтера, но затем уступил южнокорейцу Чо Инчхолю. В первой из утешительных схваток Ваннер победил пуэрториканца Хосе Фигуэроа, но уступил представителю Эстонии Алексею Будылину и занял итовое девятое место.
На летней Олимпиаде 2004 года в Афинах Ваннер последовательно чисто победил доминиканца Хосе Боссарда и алжирца Амара Бенихлефа, но также чисто уступил украинцу Роману Гонтюку. В первой из утешительных схваток Ваннер победил морокканца Адила Белгайда, но уступил азербайджанцу Мехману Азизову и стал на этой Олимпиаде седьмым.